# Chemehuevi

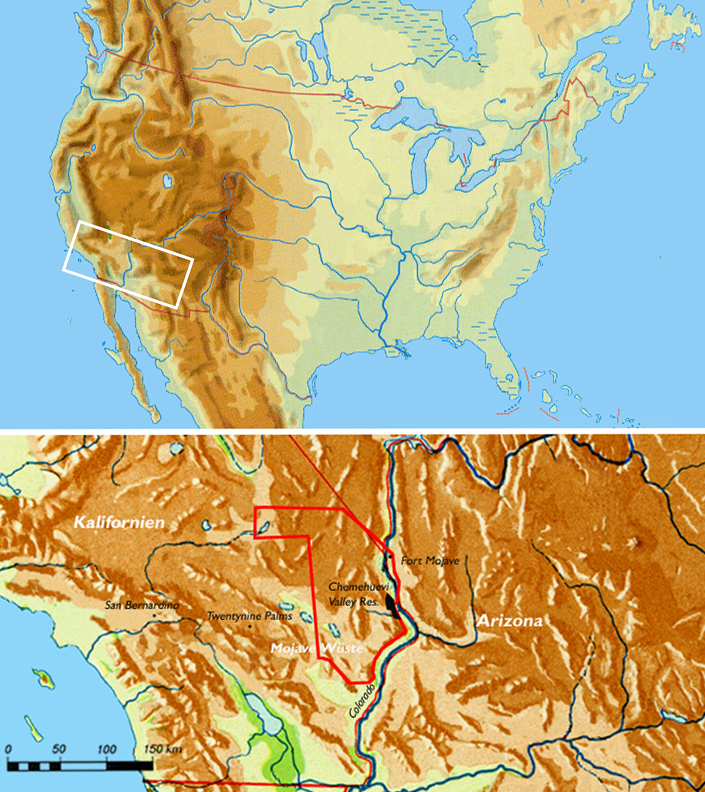
Lokalizacja plemienia Czemiwejów

Chemehuevi (wym.: Czemiwewi), Czemiwejowie – plemię Indian Ameryki Północnej. Nazwa plemienia wywodzi się z języka Yumów i oznacza „nos w górze (jak u kukawki)”. Czemiwejowie określali siebie samych mianem Nuwu, czyli „ludzie” lub czasami Tantáwats – „południowcy”.

## Lokalizacja
W końcu XIX i na początku XX wieku zamieszkiwali w Dolinie Chemuhevi w Kalifornii, ale ich rodzime strony to południowo-zachodnie obszary stanu Utah, pustynia Mojave i okolice dzisiejszego jeziora Havasu. W końcu XVII wieku było ich nie więcej jak 500 osób. W 1990 było ich – w rezerwatach – blisko 2500, ale zaledwie 600 przyznawało się do przynależności do plemienia. Mówią językiem z rodziny uto-azteckiej, odgałęzienia szoszońskiego.

## Historia
Pod koniec XVIII wieku Czemiwejowie i Indianie Las Vegas (klan południowych Pajutów) rozprawili się z plemieniem Pustynnych Mohawów i Indian Maricopa, którzy zostali zmuszeni do odejścia na południowy wschód, w tereny pustynne. Osiadłszy nad rzeką Kolorado zaczęli zajmować się rolnictwem i organizować coś na kształt państwa. Jednocześnie ulegali wpływom sąsiednich plemion w odniesieniu do religii, broni i sztuki wojennej. W latach 1850–1870 organizowali napaści na skupiska górników i poszukiwaczy złota.
W roku 1865 stoczona została wojna między plemionami Czemiwejów i Mohawów. Czemiwejowie przegrali i musieli odejść na pustynię. Dwa lata później wrócili i znaleźli swe miejsce w rezerwacie Colorado River. W roku 1885, gdy przyszedł okres wyjątkowo uciążliwej suszy, część plemienia wyemigrowała na dawne tereny, gdzie w końcu powstał rezerwat (1907) o nazwie „Chemehuevi Reservation”, a podział plemienia okazał się trwały.
Tymczasem budowa zapór wodnych Hoover Dam (1935) i Parker Dam (1939), zniszczyła pola uprawne Czemiwejów, a wkrótce także ich wioskę. W latach 70. XX w. Czemiwejowie otrzymali 900 tys. dolarów od rządu za utracone tereny w wyniku budowy obu tam i obecnie prowadzą intratne kąpielisko w dolinie, z której się wywodzili.